# Lotan Kibbuz
Lotan (hebräisch לוֹטָן) Lotan ist ein Kibbuz im Südbezirk von Israel. Er gehört hier zum Unterbezirk Be'er Sheva, Regionalverwaltung Chevel Eilot. Der Kibbuz wurde 1983 in der Arava-Wüste vor allem von jungen Pionieren aus Israel und den USA gegründet, die sich dem Reformjudentum zurechneten. Im Jahr 2023 betrug die Einwohnerzahl 225. Der Kibbuz wurde nach einem Mann aus dem biblischen Buch Genesis benannt, der im benachbarten Edom lebte. (Gen 36,20 )

## Wirtschaft

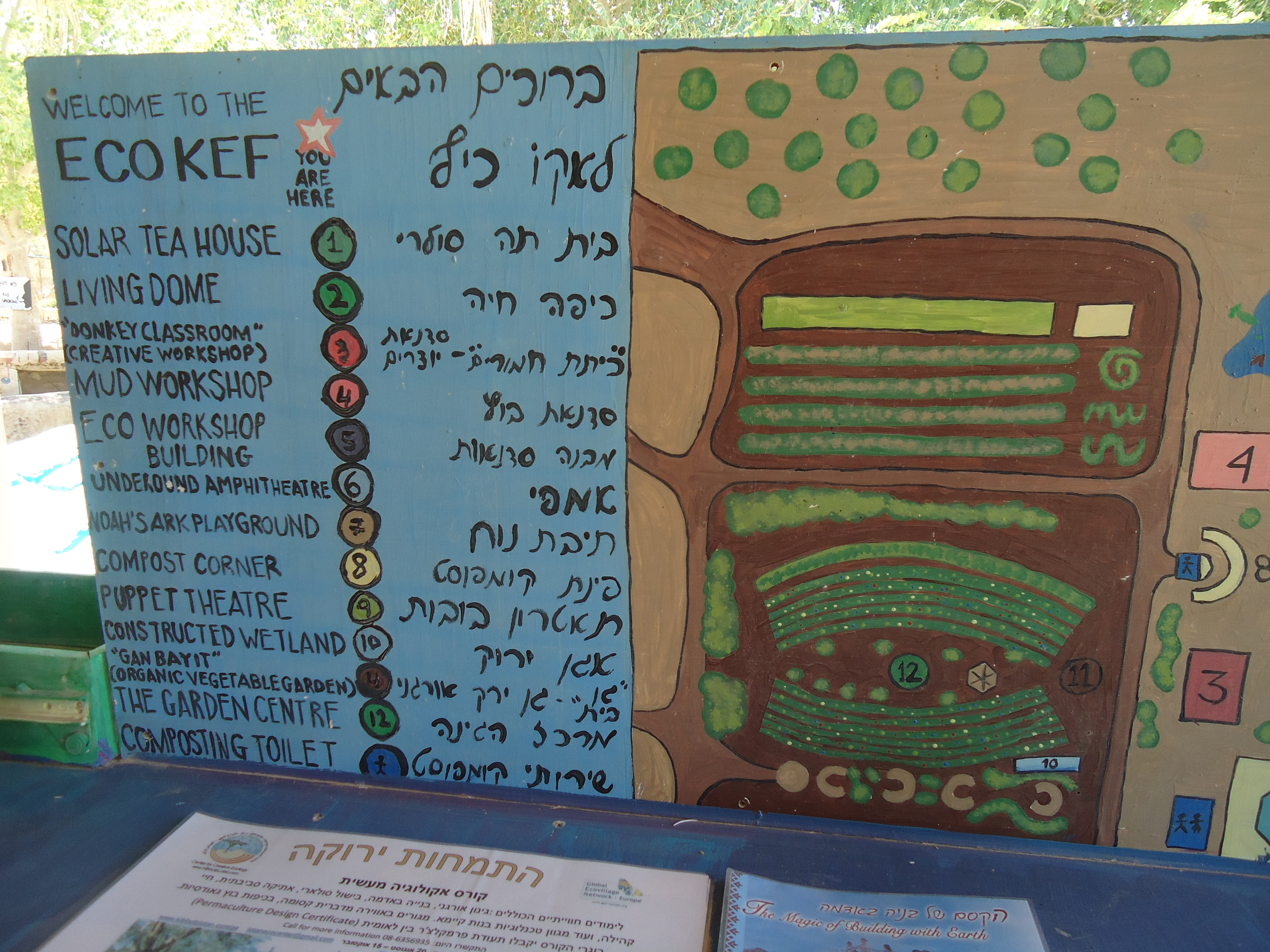
Eco Kef (Ökö Spaß) – Feldschule

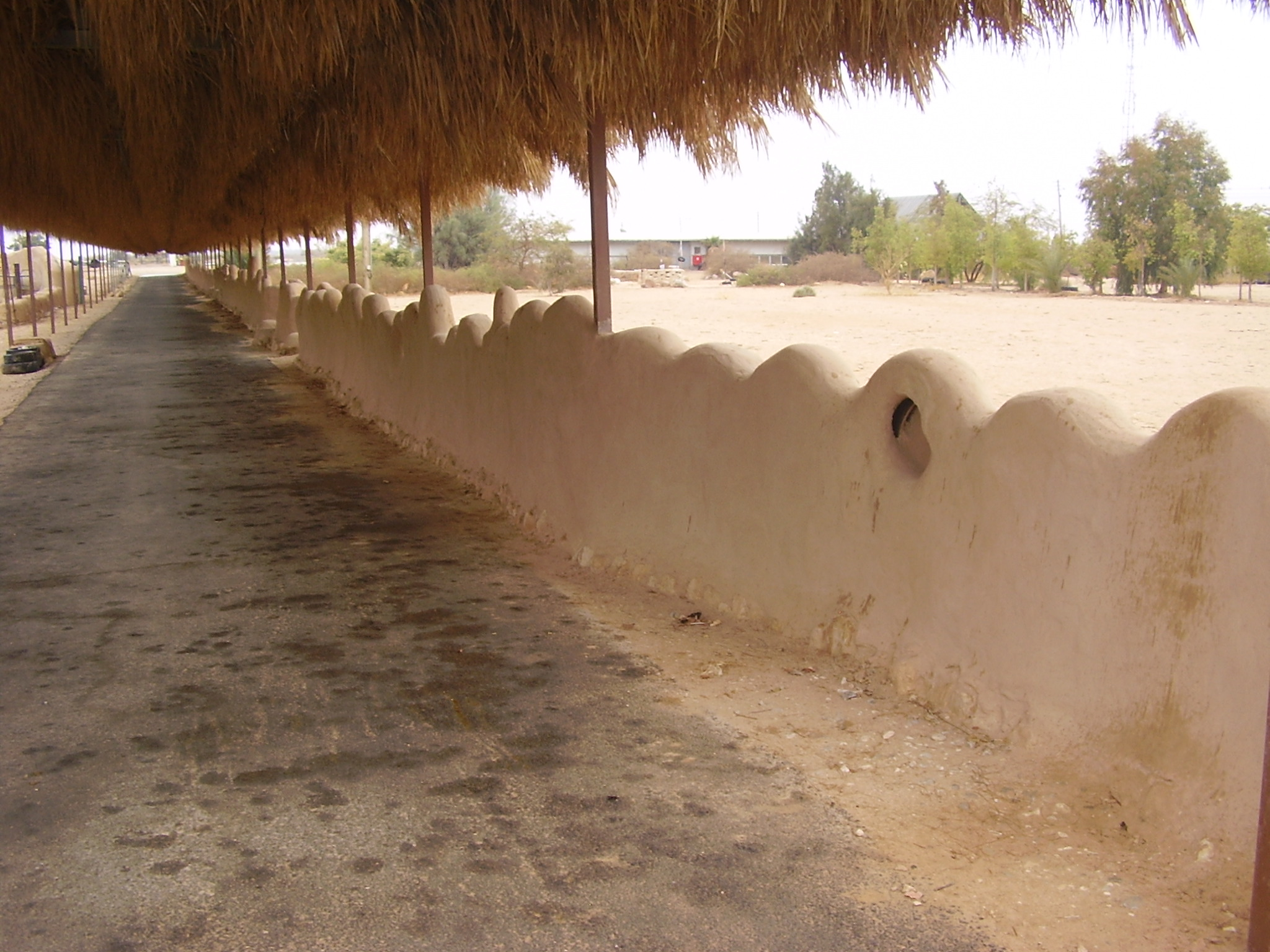
Mauerbau unter Verwendung von Alt-Reifen

Die Haupteinnahmequellen sind die Dattelplantagen, Milchwirtschaft und der Ökotourismus, verbunden mit dem Hotel des Kibbuz.
Das Center for Creative Ecology bietet Lehrgänge für Touristen an, aber auch im Rahmen der beruflichen und wissenschaftlichen Fortbildung im Bereich Nachhaltige Landwirtschaft, des Upcyclings (z. B. von Alt-Reifen für den Hausbau), des Bauens mit lokalen Naturstoffen und der Nutzung der Sonnenenergie.